# Chiesa di Sant'Antonio (Durazzo)
La chiesa di Sant'Antonio (in albanese kisha e Shën Ndojt) è una chiesa cattolica francescana sita nel villaggio di Ishëm, nel comune di Durazzo, presso capo Rodoni. L'edificio è tutelato come monumento culturale dal 1963.

## Storia

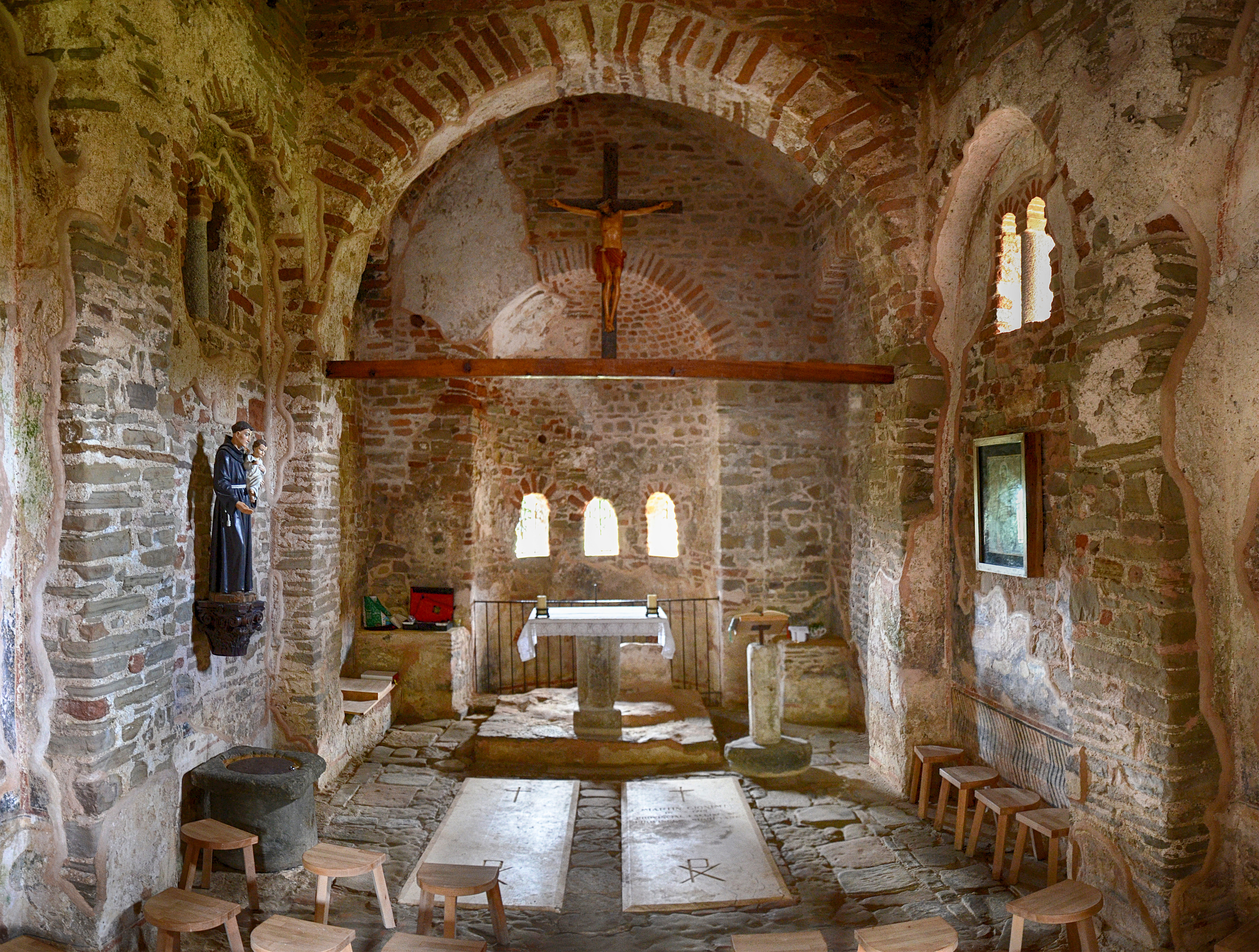
L'interno della chiesa di Sant'Antonio; sul pavimento si intravedono le tombe di Andrea II Muzaka ed Eufemia Mataranga.

La chiesa fu realizzata probabilmente nel XIII secolo ed è considerata il luogo in cui il re d'Epiro Andrea II Muzaka si sposò con Eufemia Mataranga intorno al 1328; i due coniugi furono poi sepolti nella chiesa.
Il luogo ottenne una certa rilevanza nel XV secolo, periodo in cui il promontorio di capo Rodoni fu scelto da Scanderbeg come sede del suo castello dopo il vittorioso primo assedio di Kruja. La chiesa sarebbe stata fatta ricostruire da Mamica Castriota, sorella di Scanderbeg, che trascorse i suoi ultimi anni nel castello di capo Rodoni.
Secondo alcuni documenti del 1418 la chiesa sarebbe appartenuta ad un monastero bizantino dedicato a Maria, sebbene altre fonti sostengano che tale monastero (e quindi anche la chiesa) fosse dedicato a sant'Antonio di Padova e gestito dall'Ordine francescano; l'area di capo Rodoni fu infatti sede di diversi monasteri.
Nel 1852 il monastero e la chiesa, che allora erano ancora in attività, furono distrutti da un terremoto, rimanendo in rovina per oltre un secolo. La chiesa destò l'interesse di padre Zef Pllumi e fu riconosciuta come monumento culturale nel 1963, la chiesa è stata poi soggetto di un importante intervento di restauro nel 2001. Nuovamente danneggiata dal terremoto del 2019, è stata restaurata e riaperta al pubblico nel 2022.

## Descrizione

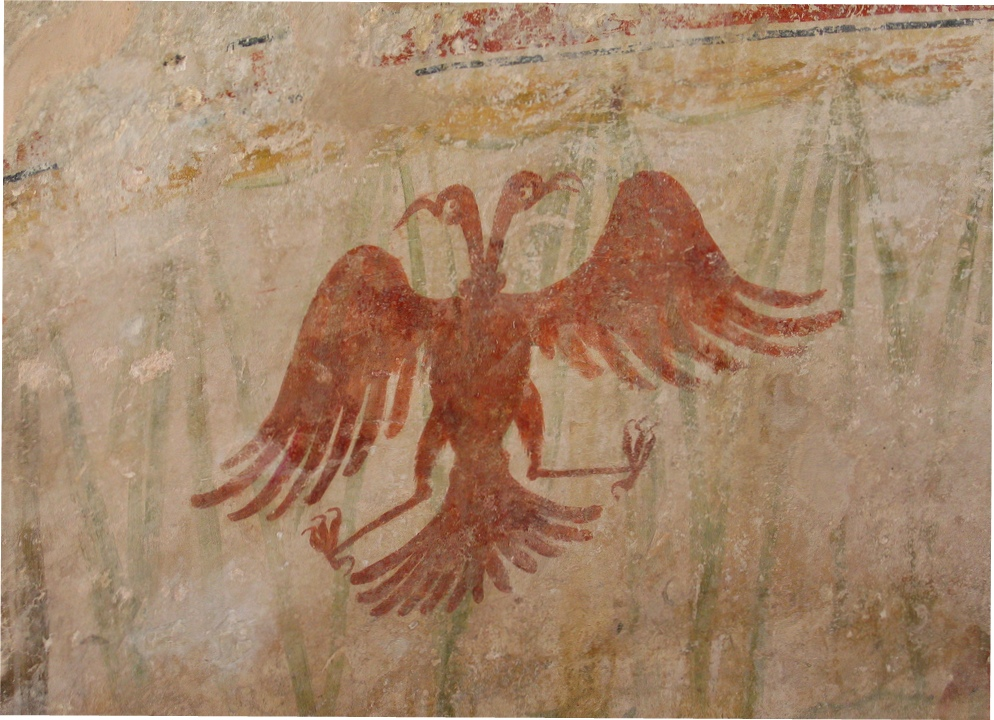
Affresco con l'aquila bicipite all'interno della chiesa di Sant'Antonio.

La chiesa presenta elementi di architettura bizantina, gotica e romanica. La pianta presenta un'unica navata con nartece e presbiterio. All'interno sono presenti diversi affreschi con scene delle vite di Gesù e dei santi oltre ad un'aquila bicipite, simbolo dei Castriota e poi stemma nazionale dell'Albania, e a una donna a cavallo, identificata presumibilmente con Mamica Castriota.